# Pavel Litvinov
Pavel Litvinov rusky Павел Михайлович Литвинов (* 6. července 1940, Moskva) je ruský fyzik, disident a účastník demonstrace na Rudém náměstí v srpnu 1968.

## Život a působení
Narodil se jako vnuk Stalinova ministra zahraničních věcí Maxima Litvinova, v rodině bolševické elity. V dětství byl nadšeným obdivovatelem J. V. Stalina, teprve po jeho smrti 1953 a po návratu přátel z Gulagu vystřízlivěl. Po studiu přednášel na Institutu chemické technologie v Moskvě, kde se setkal se skupinou intelektuálů, kteří sledovali procesy s disidenty i samizdatovou literaturu. Oženil se s Majou, dcerou spisovatele a disidenta Lva Kopeleva. 25. srpna 1968 byl jedním z osmi protestujících na Rudém náměstí proti okupaci Československa. V říjnu téhož roku byl odsouzen k pěti letům vyhnanství v zabajkalské Čitě a po propuštění 1974 odjel přes Vídeň a Řím do USA, kde přednášel fyziku. Stále se však podílel na ruském samizdatu a obraně lidských práv.
Jeho syn Dima Litvinov je aktivistou společnosti Greenpeace, znám je především díky své účasti na kampani za záchranu Arktidy - tzv. kauzy arktické třicítky, která byla v roce 2013 zadržena ruskými úřady a obviněna z pirátství po pokusu obsadit ropnou plošinu Gazpromu v Pečorském moři.